# Nederlands Volkenkundig Missie Museum
Het Nederlands Volkenkundig Missie Museum was van 1936 tot 1987 een etnografisch museum in de Nederlandse stad Tilburg. 
Het museum was aanvankelijk gevestigd boven het Natuurhistorisch Museum, destijds Paleisstraat 18 en 20. In 1963 verhuisde het naar een voormalig fabriekspand aan de Kloosterstraat.
Op 16 februari 1932 werd de Stichting Nederlands Volkenkundig Missiemuseum opgericht. In 1936 opende het museum. De eerste conservator, dr. Wils, werd zeer spoedig opgevolgd door teruggekeerd missionaris en etnografisch publicist Henricus Geurtjens.
In 1969 werd de museumnaam gewijzigd in Nederlands Volkenkundig Museum. 
Toen de gemeente Tilburg de subsidie stopte sloot het museum haar deuren, in 1987. De collectie werd overgedragen aan het Nijmeegs Volkenkundig Museum van de Katholieke Universiteit Nijmegen.